# Marcel Granollers
Marcel Granollers Pujol (* 12. dubna 1986 Barcelona) je španělský profesionální tenista. V roce 2024 byl světovou jedničkou ve čtyřhře, kterou se poprvé stal během května jako druhý Španěl po Emiliu Sánchezovi. Se Zeballosem vystoupali na vrchol společně jako šedesátá třetí a čtvrtá jednička od zavedení žebříčku ATP v březnu 1976. Ve dvou obdobích na čele strávili dvacet dva týdnů. Ve své dosavadní kariéře na okruhu ATP Tour vyhrál čtyři turnaje ve dvouhře a třicet ve čtyřhře včetně deseti deblových Mastersů. Na challengerech ATP a okruhu ITF získal třináct singlových a třicet jedna deblových titulů. Spolu s Marcem Lópezem zvítězil ve čtyřhře Turnaje mistrů 2012.
Na žebříčku ATP byl ve dvouhře nejvýše klasifikován v červenci 2012 na 19. místě a ve čtyřhře pak v květnu 2024 na 1. místě. Trénuje ho bratr Gerard Granollers. Dříve tuto roli plnili Fernando Vicente, Joan Balcells či Victor Carceller.
Na nejvyšší grandslamové úrovni se ve dvouhře nejdále probojoval do osmifinále US Open 2013, které si také třikrát zahrál na French Open. V mužské čtyřhře zvítězil na French Open 2025, když zvítězil až na šestý pokud. Předtím odešel jako poražený finalista z French Open 2014, US Open 2014 a 2019 a Wimbledonu 2021 i 2023. Zahrál si také semifinále na US Open 2010 a 2012 a Australian Open 2013.
Premiérový titul na okruhu ATP získal v dubnu 2008 na houstonském mistrovství Spojených států amerických na antuce, kde ve finále porazil Jamese Blakea. Ve čtyřhře si do začátku sezóny 2013 připsal dvě vítězství na turnajích kategorie ATP Tour Masters 1000, když během sezóny 2012 vyhrál s Marcem Lópezem římský Internazionali BNL d'Italia a v srpnu také torontské Canada Masters.
Ve španělském daviscupovém týmu debutoval v roce 2010 utkáním 1. kola Světové skupiny proti Švýcarsku, v němž vyhrál s Tommy Robredem čtyřhru. Do září 2025 v soutěži nastoupil k dvaceti třem mezistátním utkáním s bilancí 2–1 ve dvouhře a 11–12 ve čtyřhře.
Španělsko reprezentoval na londýnských Hrách XXX. olympiády, kde do dvouhry nenastoupil díky redukci čtyř hráčů na jednu zemi. Jako 22. hráč žebříčku byl pátým a prvním nehrajícím Španělem. V soutěži čtyřhry prohráli spolu s Marcem Lópezem v úvodním kole se zkušenou izraelskou dvojicí Jonatan Erlich a Andy Ram startující na divokou kartu. Zúčastnil se také pařížské olympiády 2024, kde odehrál mužskou a smíšenou čtyřhru.

## Finále na Grand Slamu

### Mužská čtyřhra: 6 (1–5)
| Stav      | rok  | turnaj      | povrch | spoluhráč        | soupeři ve finále                       | výsledek                |
| --------- | ---- | ----------- | ------ | ---------------- | --------------------------------------- | ----------------------- |
| Finalista | 2014 | French Open | antuka | Marc López       | Julien Benneteau Édouard Roger-Vasselin | 3–6, 6–7(1–7)           |
| Finalista | 2014 | US Open     | tvrdý  | Marc López       | Bob Bryan Mike Bryan                    | 3–6, 4–6                |
| Finalista | 2019 | US Open     | tvrdý  | Horacio Zeballos | Juan Sebastián Cabal Robert Farah       | 4–6, 5–7                |
| Finalista | 2021 | Wimbledon   | tráva  | Horacio Zeballos | Nikola Mektić Mate Pavić                | 4–6, 6–7(5–7), 6–2, 5–7 |
| Finalista | 2023 | Wimbledon   | tráva  | Horacio Zeballos | Wesley Koolhof Neal Skupski             | 4–6, 4–6                |
| Vítěz     | 2025 | French Open | antuka | Horacio Zeballos | Joe Salisbury Neal Skupski              | 6–0, 6–7(5–7), 7–5      |

## Finále na Turnaji mistrů

### Mužská čtyřhra: 2 (1–1)
| Stav      | datum | turnaj                     | povrch    | spoluhráč        | soupeři ve finále           | výsledek         |
| --------- | ----- | -------------------------- | --------- | ---------------- | --------------------------- | ---------------- |
| Vítěz     | 2012  | Londýn, Spojené království | tvrdý (h) | Marc López       | Maheš Bhúpatí Rohan Bopanna | 7–5, 3–6, [10–3] |
| Finalista | 2023  | Turín, Itálie              | tvrdý (h) | Horacio Zeballos | Rajeev Ram Joe Salisbury    | 3–6, 4–6         |

## Finále na okruhu ATP Tour
| Legenda                                                     |
| ----------------------------------------------------------- |
| D – dvouhra; Č – čtyřhra                                    |
| Grand Slam (1–5 Č)                                          |
| Turnaj mistrů (1–1 Č)                                       |
| ATP Masters Series / ATP Tour Masters 1000 (10–7 Č)         |
| ATP International Series Gold / ATP Tour 500 (2–1 D; 6–5 Č) |
| ATP International Series / ATP Tour 250 (3–2 D; 12–11 Č)    |

| Finále podle povrchu    |
| ----------------------- |
| tvrdý (1–1 D; 13–11 Č)  |
| antuka (4–2 D; 15–15 Č) |
| tráva (2–2 Č)           |

### Dvouhra: 7 (4–3)
| Stav      | č. | datum             | turnaj                 | kategorie     | povrch    | soupeř ve finále       | výsledek           |
| --------- | -- | ----------------- | ---------------------- | ------------- | --------- | ---------------------- | ------------------ |
| Vítěz     | 1. | 14. dubna 2008    | Houston, Spojené státy | International | antuka    | James Blake            | 6–4, 1–6, 7–5      |
| Finalista | 1. | 7. listopadu 2010 | Valencie, Španělsko    | ATP 500       | tvrdý (h) | David Ferrer           | 5–7, 3–6           |
| Vítěz     | 2. | 31. července 2011 | Gstaad, Švýcarsko      | ATP 250       | antuka    | Fernando Verdasco      | 6–4, 3–6, 6–3      |
| Vítěz     | 3. | 5. listopadu 2011 | Valencie, Španělsko    | ATP 500       | tvrdý (h) | Juan Mónaco            | 6–2, 4–6, 7–6(7–3) |
| Finalista | 2. | 15. července 2012 | Umag, Chorvatsko       | ATP 250       | antuka    | Marin Čilić            | 4–6, 2–6           |
| Vítěz     | 4. | 3. srpna 2013     | Kitzbühel, Rakousko    | ATP 250       | antuka    | Juan Mónaco            | 0–6, 7–6(7–3), 6–4 |
| Finalista | 3. | 13. dubna 2014    | Casablanca, Maroko     | ATP 250       | antuka    | Guillermo García-López | 7–5, 4–6, 3–6      |

### Čtyřhra: 59 (30–29)
| Stav      | č.  | datum              | turnaj                                | kategorie     | povrch    | spoluhráč          | soupeři ve finále                         | výsledek                 |
| --------- | --- | ------------------ | ------------------------------------- | ------------- | --------- | ------------------ | ----------------------------------------- | ------------------------ |
| Finalista | 1.  | 14. dubna 2008     | Houston, Spojené státy                | International | antuka    | Pablo Cuevas       | Ernests Gulbis Rainer Schüttler           | 5–7, 6–7(3–7)            |
| Vítěz     | 1.  | 14. února 2009     | Costa do Sauipe, Brazílie             | ATP 250       | antuka    | Tommy Robredo      | Lucas Arnold Ker Juan Mónaco              | 6–4, 7–5                 |
| Vítěz     | 2.  | 22. února 2009     | Buenos Aires, Argentina               | ATP 250       | antuka    | Alberto Martín     | Nicolás Almagro Santiago Ventura          | 6–3, 5–7, [10–8]         |
| Vítěz     | 3.  | 22. října 2009     | Moskva, Rusko                         | ATP 250       | tvrdý (h) | Pablo Cuevas       | František Čermák Michal Mertiňák          | 4–6, 7–5, [10–8]         |
| Finalista | 2.  | 8. listopadu 2009  | Valencie, Španělsko                   | ATP 500       | tvrdý (h) | Tommy Robredo      | František Čermák Michal Mertiňák          | 4–6, 3–6                 |
| Finalista | 3.  | 15. listopadu 2009 | Paříž, Francie                        | Masters 1000  | tvrdý (h) | Tommy Robredo      | Daniel Nestor Nenad Zimonjić              | 3–6, 4–6                 |
| Vítěz     | 4.  | 10. ledna 2010     | Čennaí, Indie                         | ATP 250       | tvrdý     | Santiago Ventura   | Lu Jan-sun Janko Tipsarević               | 7–5, 6–2                 |
| Vítěz     | 5.  | 14. února 2010     | Costa do Sauipe, Brazílie (2)         | ATP 250       | antuka    | Pablo Cuevas       | Łukasz Kubot Oliver Marach                | 7–5, 6–4                 |
| Finalista | 4.  | 9. května 2010     | Estoril, Portugalsko                  | ATP 250       | antuka    | Pablo Cuevas       | Marc López David Marrero                  | 7–6(7–1), 4–6, [4–10]    |
| Finalista | 5.  | 26. září 2010      | Bukurešť, Rumunsko                    | ATP 250       | antuka    | Santiago Ventura   | Juan Ignacio Chela Łukasz Kubot           | 2–6, 7–5, [11–13]        |
| Vítěz     | 6.  | 15. ledna 2011     | Auckland, Nový Zéland                 | ATP 250       | tvrdý     | Tommy Robredo      | Johan Brunström Stephen Huss              | 6–4, 7–6(8–6)            |
| Finalista | 6.  | 6. února 2011      | Záhřeb, Chorvatsko                    | ATP 250       | tvrdý (h) | Marc López         | Dick Norman Horia Tecău                   | 3–6, 4–6                 |
| Finalista | 7.  | 16. července 2011  | Stuttgart, Německo                    | ATP 250       | antuka    | Marc López         | Jürgen Melzer Philipp Petzschner          | 3–6, 4–6                 |
| Finalista | 8.  | 4. března 2012     | Acapulco, Mexiko                      | ATP 500       | antuka    | Marc López         | David Marrero Fernando Verdasco           | 3–6, 4–6                 |
| Finalista | 9.  | 29. dubna 2012     | Barcelona, Španělsko                  | ATP 500       | antuka    | Marc López         | Mariusz Fyrstenberg Marcin Matkowski      | 6–2, 6–7(7–9), [8–10]    |
| Vítěz     | 7.  | 20. května 2012    | Řím, Itálie                           | Masters 1000  | antuka    | Marc López         | Łukasz Kubot Janko Tipsarević             | 6–3, 6–2                 |
| Finalista | 10. | 14. července 2012  | Umag, Chorvatsko                      | ATP 250       | antuka    | Marc López         | David Marrero Fernando Verdasco           | 3-6, 6-7(4-7)            |
| Vítěz     | 8.  | 22. července 2012  | Gstaad, Švýcarsko                     | ATP 250       | antuka    | Marc López         | Robert Farah Santiago Giraldo             | 6–4, 7–6(11–9)           |
| Finalista | 11. | 12. srpna 2012     | Toronto, Kanada                       | Masters 1000  | antuka    | Marc López         | Bob Bryan Mike Bryan                      | 1–6, 6–4, [10–12]        |
| Vítěz     | 9.  | 12. listopadu 2012 | Londýn, Spojené království            | Turnaj mistrů | tvrdý (h) | Marc López         | Maheš Bhúpatí Rohan Bopanna               | 7–5, 3–6, [10–3]         |
| Finalista | 12. | 18. srpna 2013     | Cincinnati, Spojené státy             | Masters 1000  | tvrdý     | Marc López         | Bob Bryan Mike Bryan                      | 4–6, 6–4, [4–10]         |
| Vítěz     | 10. | 16. února 2014     | Buenos Aires, Argentina               | ATP 250       | antuka    | Marc López         | Pablo Cuevas Horacio Zeballos             | 7–5, 6–4                 |
| Finalista | 13. | 7. června 2014     | French Open, Paříž, Francie           | Grand Slam    | antuka    | Marc López         | Julien Benneteau Édouard Roger-Vasselin   | 3–6, 6–7(1–7)            |
| Finalista | 14. | 7. září 2014       | US Open, New York, Spojené státy      | Grand Slam    | tvrdý     | Marc López         | Bob Bryan Mike Bryan                      | 3–6, 4–6                 |
| Finalista | 15. | 17. května 2015    | Řím, Itálie                           | Masters 1000  | antuka    | Marc López         | Pablo Cuevas David Marrero                | 4–6, 5–7                 |
| Finalista | 16. | duben 2016         | Barcelona, Španělsko                  | ATP 500       | antuka    | Pablo Cuevas       | Bob Bryan Mike Bryan                      | 5–7, 5–7                 |
| Vítěz     | 11. | červenec 2016      | Bastad, Švédsko                       | ATP 250       | antuka    | David Marrero      | Marcus Daniell Marcelo Demoliner          | 6–2, 6–3                 |
| Vítěz     | 12. | říjen 2016         | Tokio, Japonsko                       | ATP 500       | tvrdý     | Marcin Matkowski   | Raven Klaasen Rajeev Ram                  | 6–2, 7–6(7–4)            |
| Vítěz     | 13. | říjen 2016         | Basilej, Švýcarsko                    | ATP 500       | tvrdý (h) | Jack Sock          | Robert Lindstedt Michael Venus            | 6–3, 6–4                 |
| Vítěz     | 14. | únor 2017          | Rotterdam, Nizozemsko                 | ATP 500       | tvrdý (h) | Ivan Dodig         | Wesley Koolhof Matwé Middelkoop           | 7–6(7–5), 6–3            |
| Finalista | 17. | duben 2017         | Marrakéš, Maroko                      | ATP 250       | antuka    | Marc López         | Dominic Inglot Mate Pavić                 | 4–6, 6–2, [9–11]         |
| Finalista | 18. | květen 2017        | Řím, Itálie                           | Masters 1000  | antuka    | Ivan Dodig         | Pierre-Hugues Herbert Nicolas Mahut       | 6–4, 4–6, [3–10]         |
| Vítěz     | 15. | říjen 2017         | Basilej, Švýcarsko (2)                | ATP 500       | tvrdý (h) | Ivan Dodig         | Fabrice Martin Édouard Roger-Vasselin     | 7–5, 7–6(8–6)            |
| Finalista | 19. | listopad 2017      | Paříž, Francie                        | Masters 1000  | tvrdý (h) | Ivan Dodig         | Łukasz Kubot Marcelo Melo                 | 6–7(3–7), 6–3, [6–10]    |
| Vítěz     | 16. | listopad 2018      | Paříž, Francie                        | Masters 1000  | tvrdý (h) | Rajeev Ram         | Jean-Julien Rojer Horia Tecău             | 6–4, 6–4                 |
| Vítěz     | 17. | červenec 2019      | Newport, Spojené státy                | ATP 250       | tráva     | Serhij Stachovskyj | Marcelo Arévalo Miguel Ángel Reyes-Varela | 6–7(10–12), 6–4, [13–11] |
| Vítěz     | 18. | srpen 2019         | Toronto, Kanada                       | Masters 1000  | tvrdý     | Horacio Zeballos   | Robin Haase Wesley Koolhof                | 7–5, 7–5                 |
| Finalista | 20. | září 2019          | US Open, New York, Spojené státy      | Grand Slam    | tvrdý     | Horacio Zeballos   | Juan Sebastián Cabal Robert Farah         | 4–6, 5–7                 |
| Vítěz     | 19. | únor 2020          | Buenos Aires, Argentina (3)           | ATP 250       | antuka    | Horacio Zeballos   | Guillermo Durán Juan Ignacio Londero      | 6–4, 5–7, [18–16]        |
| Vítěz     | 20. | únor 2020          | Rio de Janeiro, Brazílie              | ATP 500       | antuka    | Horacio Zeballos   | Salvatore Caruso Federico Gaio            | 6–4, 5–7, [10–7]         |
| Finalista | 21. | září 2020          | Kitzbühel, Rakousko                   | ATP 250       | antuka    | Horacio Zeballos   | Austin Krajicek Franko Škugor             | 6–7(5–7), 5–7            |
| Vítěz     | 21. | září 2020          | Řím, Itálie (2)                       | Masters 1000  | antuka    | Horacio Zeballos   | Jérémy Chardy Fabrice Martin              | 6–4, 5–7, [10–8]         |
| Finalista | 22. | březen 2021        | Acapulco, Mexiko                      | ATP 500       | tvrdý     | Horacio Zeballos   | Neal Skupski Ken Skupski                  | 6–7(3–7), 4–6            |
| Vítěz     | 22. | 9. května 2021     | Madrid, Španělsko                     | Masters 1000  | antuka    | Horacio Zeballos   | Nikola Mektić Mate Pavić                  | 1–6, 6–3, [10–8]         |
| Finalista | 23. | 10. července 2021  | Wimbledon, Londýn, Spojené království | Grand Slam    | tráva     | Horacio Zeballos   | Nikola Mektić Mate Pavić                  | 4–6, 6–7(5–7), 6–2, 5–7  |
| Vítěz     | 23. | 22. srpna 2021     | Cincinnati, Spojené státy             | Masters 1000  | tvrdý     | Horacio Zeballos   | Steve Johnson Austin Krajicek             | 7–6(7–5), 7–6(7–5)       |
| Vítěz     | 24. | 19. června 2022    | Halle, Německo                        | ATP 500       | tráva     | Horacio Zeballos   | Tim Pütz Michael Venus                    | 6–4, 6–7(5–7), [14–12]   |
| Finalista | 24. | 27. května 2023    | Ženeva, Švýcarsko                     | ATP 250       | antuka    | Horacio Zeballos   | Jamie Murray Michael Venus                | 6–7(6–8), 6–7 (3–7)      |
| Finalista | 25. | 15. července 2023  | Wimbledon, Londýn, Spojené království | Grand Slam    | tráva     | Horacio Zeballos   | Wesley Koolhof Neal Skupski               | 4–6, 4–6                 |
| Vítěz     | 25. | 15. října 2023     | Šanghaj, Čína                         | Masters 1000  | tvrdý     | Horacio Zeballos   | Rohan Bopanna Matthew Ebden               | 5–7, 6–2, [10–7]         |
| Finalista | 26. | 19. listopadu 2023 | Turnaj mistrů, Turín, Itálie          | Turnaj mistrů | tvrdý (h) | Horacio Zeballos   | Rajeev Ram Joe Salisbury                  | 3–6, 4–6                 |
| Finalista | 27. | leden 2024         | Auckland, Nový Zéland                 | ATP 250       | tvrdý     | Horacio Zeballos   | Wesley Koolhof Nikola Mektić              | 3–6, 7–6(7–5), [7–10]    |
| Finalista | 28. | únor 2024          | Buenos Aires, Argentina               | ATP 250       | antuka    | Horacio Zeballos   | Simone Bolelli Andrea Vavassori           | 2–6, 6–7(6–8)            |
| Finalista | 29. | březen 2024        | Indian Wells, Spojené státy           | Masters 1000  | tvrdý     | Horacio Zeballos   | Wesley Koolhof Nikola Mektić              | 6–7(2–7), 6–7(4–7)       |
| Vítěz     | 26. | 18. května 2024    | Řím, Itálie (3)                       | Masters 1000  | antuka    | Horacio Zeballos   | Marcelo Arévalo Mate Pavić                | 6–2, 6–2                 |
| Vítěz     | 27. | srpen 2024         | Montréal, Kanada (2)                  | Masters 1000  | tvrdý     | Horacio Zeballos   | Rajeev Ram Joe Salisbury                  | 6–2, 7–6(7–4)            |
| Vítěz     | 28. | duben 2025         | Bukurešť, Rumunsko                    | ATP 250       | antuka    | Horacio Zeballos   | Jakob Schnaitter Mark Wallner             | 7–6(7–3), 6–4            |
| Vítěz     | 29. | květen 2025        | Madrid, Španělsko (2)                 | Masters 1000  | antuka    | Horacio Zeballos   | Marcelo Arévalo Mate Pavić                | 6–4, 6–4                 |
| Vítěz     | 30. | 7. června 2025     | French Open, Paříž, Francie           | Grand Slam    | antuka    | Horacio Zeballos   | Joe Salisbury Neal Skupski                | 6–0, 6–7(5–7), 7–5       |

## Chronologie výsledků na Grand Slamu

### Dvouhra
| Turnaj          | 2006    | 2007 | 2008    | 2009    | 2010    | 2011    | 2012    | 2013    | 2014    | 2015    | 2016    | 2017    | 2018    | 2019    | 2020–2025 | V–P   |
| --------------- | ------- | ---- | ------- | ------- | ------- | ------- | ------- | ------- | ------- | ------- | ------- | ------- | ------- | ------- | --------- | ----- |
| Australian Open | A       | A    | 1. kolo | 2. kolo | 2. kolo | 1. kolo | 2. kolo | 2. kolo | 1. kolo | 2. kolo | 2. kolo | 1. kolo | A       | 1. kolo | A         | 6–11  |
| French Open     | A       | A    | 2. kolo | 1. kolo | 2. kolo | 2. kolo | 4. kolo | 1. kolo | 4. kolo | 2. kolo | 4. kolo | 1. kolo | Q1      | A       | A         | 12–10 |
| Wimbledon       | 1. kolo | A    | 1. kolo | 2. kolo | 2. kolo | 1. kolo | 1. kolo | 1. kolo | 2. kolo | 2. kolo | 2. kolo | 1. kolo | Q2      | 2. kolo | A         | 12–11 |
| US Open         | A       | A    | 1. kolo | 2. kolo | 2. kolo | 3. kolo | 2. kolo | 4. kolo | 3. kolo | 2. kolo | 2. kolo | A       | 1. kolo | 1. kolo | A         | 12–11 |
| výhry–prohry    | 0–1     | 0–0  | 1–4     | 3–4     | 4–4     | 3–4     | 5–4     | 4–4     | 6–4     | 4–4     | 5–4     | 0–3     | 0–2     | 1–3     | 0–0       | 36–44 |

### Čtyřhra
| Turnaj          | 2006 | 2007    | 2008    | 2009    | 2010    | 2011    | 2012    | 2013    | 2014    | 2015    | 2016    | 2017    | 2018    | 2019    | 2020    | 2021    | 2022    | 2023    | 2024    | 2025  | V–P    |
| --------------- | ---- | ------- | ------- | ------- | ------- | ------- | ------- | ------- | ------- | ------- | ------- | ------- | ------- | ------- | ------- | ------- | ------- | ------- | ------- | ----- | ------ |
| Australian Open | A    | A       | 2. kolo | 1. kolo | 2. kolo | 3. kolo | 1. kolo | SF      | 2. kolo | 1. kolo | SF      | ČF      | 2. kolo | 1. kolo | 3. kolo | 1. kolo | SF      | SF      | 3. kolo | A     | 29–17  |
| French Open     | A    | 2. kolo | 2. kolo | 2. kolo | 1. kolo | 2. kolo | 1. kolo | ČF      | F       | 1. kolo | ČF      | ČF      | 2. kolo | 1. kolo | 3. kolo | 2. kolo | SF      | SF      | SF      | Vítěz | 40–18  |
| Wimbledon       | A    | 1. kolo | ČF      | 1. kolo | ČF      | 3. kolo | 1. kolo | 1. kolo | 3. kolo | 2. kolo | 3. kolo | 3. kolo | 2. kolo | 1. kolo | NH      | F       | A       | F       | SF      |       | 30–16  |
| US Open         | A    | 2. kolo | 1. kolo | 2. kolo | SF      | 3. kolo | SF      | 3. kolo | F       | 3. kolo | 1. kolo | 3. kolo | 3. kolo | F       | 1. kolo | ČF      | 1. kolo | 3. kolo | ČF      |       | 35–16  |
| výhry–prohry    | 0–0  | 2–3     | 5–4     | 2–4     | 8–4     | 7–4     | 4–4     | 9–4     | 13–4    | 1–3     | 9–4     | 10–4    | 5–4     | 5–4     | 4–3     | 9–4     | 8–3     | 15–4    | 12–4    | 6–0   | 136–67 |

| Legenda | Legenda                                   | Legenda | Legenda                     |
| ------- | ----------------------------------------- | ------- | --------------------------- |
| SR      | poměr vyhraných turnajů ku všem odehraným | W–L V–P | výhry–prohry                |
| NH      | daný rok se turnaj nekonal                | A       | turnaje se hráč nezúčastnil |
| 1Q / LQ | prohra v (kole) kvalifikace               | 1k / 1R | prohra v daném kole turnaje |
| QF / ČF | prohra ve čtvrtfinále                     | SF      | prohra v semifinále         |
| F       | prohra ve finále                          | Vítěz   | vítězství v turnaji         |

## Postavení na konečném žebříčku ATP

### Dvouhra
| Rok    | 2002 | 2003   | 2004   | 2005   | 2006   | 2007   | 2008  | 2009  | 2010  | 2011  | 2012  | 2013  | 2014  | 2015  | 2016  | 2017   | 2018  | 2019   | 2020   | 2021   | 2022–2024 |
| Pořadí | 957. | ▲ 508. | ▲ 397. | ▲ 286. | ▲ 160. | ▲ 128. | ▲ 56. | ▼ 91. | ▲ 42. | ▲ 27. | ▼ 34. | ▼ 38. | ▼ 46. | ▼ 84. | ▲ 37. | ▼ 177. | ▲ 96. | ▼ 111. | ▼ 175. | ▼ 312. | —         |

### Čtyřhra
| Rok    | 2002  | 2003   | 2004   | 2005   | 2006  | 2007  | 2008  | 2009  | 2010  | 2011  | 2012  | 2013  | 2014 | 2015  | 2016  | 2017  | 2018  | 2019  | 2020 | 2021 | 2022  | 2023  | 2024 |
| Pořadí | 1234. | ▲ 844. | ▲ 396. | ▲ 268. | ▲ 97. | ▲ 58. | ▼ 60. | ▲ 25. | ▲ 22. | ▼ 32. | ▲ 10. | ▼ 12. | ▲ 8. | ▼ 39. | ▲ 18. | ▲ 14. | ▼ 25. | ▬ 25. | ▲ 9. | ▲ 7. | ▼ 17. | ▲ 10. | ▲ 4. |